# Vilmány
Vilmány ist eine Gemeinde im Komitat Borsod-Abaúj-Zemplén im Norden Ungarns.

## Geografische Lage
Vilmány liegt etwa 50 Kilometer nordöstlich des Komitatssitzes Miskolc bzw. 12 km südlich der Grenze zur Slowakei im Tal des westlich am Ort vorbeifließenden Flusses Hernád.

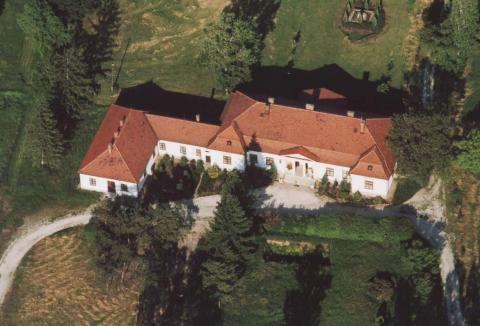
Luftbild